# Anders Sandberg (musiker)
Bo Anders Sandberg, född 3 maj 1968 i Kiruna, död 23 januari 2024 i Hedemora kommun, var en svensk rocksångare och musiker, mest känd som medlem i bandet Rednex (under pseudonymen Dagger).
Sandbergs musikaliska karriär startade 1985 i hårdrocksbandet Arch som 1987 gick till final i Rock-SM. I denna tävling vann Sandberg pris som bäste sångare, men trots denna framgång lades bandet ned två år senare, 1989.
År 1990 vann  Sandberg SM i karaoke med Bon Jovi's låt Living on a prayer. Han var därefter under 1991 och 1992 aktiv i ett norskt band, Why for you och 1994-1995 i europop-projektet Accagas från Norrland, Accagas släppte bland annat singeln I'm Alive som var med på den officiella CD:n för världsmästerskapen i friidrott 1995 på Ullevi i Göteborg. Åt 1996 deltog han i en  landsomfattande tävling för Svenska Elviskopior med låten Can't help Falling in Love och kom där på andra plats. Åren 1996 till 1998 deltog Sandberg i ett nytt europop-projekt som hette Approx där var han med och sjöng på singeln High Level som släpptes 1998.
År 2001 blev Sandberg medlem i Rednex och  deltog på singlarna The Chase och Cotton Eye Joe 2002 samt fullängdsplattan The Best of the West innan han 2006 lämnade bandet. Under 2003, medan han var med i Rednex, släppte han också singeln Thanks for Loving Me med det ryska projektet Tourex; låten finns med på ett flertal ryska samlingsskivor och blev i Ryssland en mindre hit.
Från årsskiftet 2008/2009 var Sandberg åter med i Rednex och har deltagit på singeln Devil's on the Loose som Rednex släppte gratis på Piratebay.

## Diskografi

### Singlar
- 1994 - Accagas - Loloa (Free Your Mind)
- 1995 - Accagas - I'm Alive
- 1998 - Approx - High Level
- 2001 - Rednex - The Chase
- 2002 - Rednex - Cotton Eye Joe 2002
- 2003 - Tourex - Thanks for Loving Me
- 2010 - Rednex - Devil's On The Loose

### CD/LP
- 2003 - Rednex - The Best Of The West

### Videor
- 1994 - Accagas - Loloa (Free Your Mind) (http://www.youtube.com/watch?v=9eTKv_xnR04)
- 1995 - Accagas - I'm Alive 1995 (http://www.youtube.com/watch?v=szopBLpTAN4)
- 1998 - Approx - High Level  (http://www.youtube.com/watch?v=ildfNFmGUlg) -
- 2001 - Rednex - The Chase (http://www.youtube.com/watch?v=kqYii3oKi3o)
- 2002 - Rednex - Cotton Eye Joe 2002 (http://www.youtube.com/watch?v=XDdlHmzIdn8)
- 2010 - Rednex - Devil's On The Loose (http://www.youtube.com/watch?v=u_HlXG7w8sk)
- Anders Sandberg - My Way (http://www.youtube.com/watch?v=UwmMJ2sQCi4)